# Sauvigny-le-Beuréal
Sauvigny-le-Beuréal is een gemeente in het Franse departement Yonne (regio Bourgogne-Franche-Comté) en telt 61 inwoners (2009). De plaats maakt deel uit van het arrondissement Avallon.

## Geografie
De oppervlakte van Sauvigny-le-Beuréal bedraagt 4,9 km², de bevolkingsdichtheid is dus 12,4 inwoners per km².
De onderstaande kaart toont de ligging van Sauvigny-le-Beuréal met de belangrijkste infrastructuur en aangrenzende gemeenten.

## Demografie
Onderstaande figuur toont het verloop van het inwonertal (bron: INSEE-tellingen).